# 鳌江镇 (惠来县)
鳌江镇，是中华人民共和国广东省揭阳市惠来县下辖的一个镇。

## 行政区划
鳌江镇下辖以下地区：
新街社区、东岱村、新李村、新林村、龙舟村、吴畔村、溪头村、楼内村、中沃村、沃上村、沃下村、鸟坑村、高陵村、山粟村、虎堀村、三清村和石丁村。